# Trysfjorden
Trysfjorden er en 6 km lang fjord som ligger i Søgne kommune, Agder fylke i Norge. Fjorden ligger nordøst for Ålo, vest for Trysnes.
Fra 1770'erne frem til 1923 måtte vejfarende langs den Sørlandske hovedvej krydse fjorden med kabelfærge mellem Holmen og Ospedalen. I dag går E39 omkring Try helt i bunden af fjorden. En anden færge fragtede rejsende over sundet mellem Sønninga ved Skarpeid og Røsstadneset. Denne færge blev i 1963 afløst af Skarpeid bro. Fra Skarpeid går det stærkt kuperede Trolleneset mod  nord. Øst for Trollneset ligger Søylekilen og Neverkilen. Trysfjorden har flere øer og holme. I Røsstadkilen ligger Storholmen, Notholmen, Urholmen og St. Helena. Indenfor Holmen ligger Skottholmen og i Søylekilen ligger Knibeholmen. Mellem landsbyerne Lastad og Trysnes ligger Lastadholmen som i senere år har haft Sørlandets største ternekoloni. 
Trysfjorden er en tærskelfjord. På indersiden af den 11 meter dybe tærskel er den forholdsvis dyb – store dele af fjorden er omkring 70 meter dyb, på det dybeste er den 85 meter. I slammet på bunden har forskere fundet krebsdyr som de mener er stedegne for fjorden.